# Aralia
Aralia is een geslacht van ongeveer veertig soorten uit de klimopfamilie (Araliaceae).
Het geslacht bevat zowel groenblijvende als bladverliezende soorten bomen, struiken en overblijvende planten. Het zijn typische bergbosplanten uit Azië, Zuid-Amerika en Noord-Amerika.
Aralia-soorten hebben grote dubbelgeveerde bladeren die soms bedekt zijn met borstelharen. De bloemen zijn wit of groenachtig en staan in eindstandige pluimen.
De bolvormige, donkere vruchten zijn populair bij sommige vogels.
Aralia-soorten worden als waardplant gebruikt door de larven van sommige vlindersoorten waaronder de kleine zomervlinder (Hemithea aestivaria) en Papaipema araliae.

## Soorten
- Aralia cachemirica
- Aralia californica
- Aralia chinensis (synoniem: Aralia sinensis)
- Aralia continentalis
- Aralia cordata
- Aralia elata (duivelswandelstok of engelenboom)
- Aralia hispida
- Aralia nudicaulis
- Aralia racemosa
- Aralia schmidtii
- Aralia spinosa
- Aralia stipulata
- Aralia tomentella
- Aralia warmingiana

En aantal soorten die vroeger in Aralia geclassificeerd waren, worden nu in de geslachten Dendropanax, Fatsia, Oreopanax, Polyscias, Schefflera' en Tetrapanax geplaatst.